# Perparim Hetemaj
Perparim Hetemaj, född 12 december 1986 i Skënderaj, är en finländsk fotbollsspelare med kosovoalbanskt ursprung, som spelar som mittfältare för HJK Helsingfors. Hetemaj representerade även finska landslaget. Han började sin karriär i HJK Helsingfors reservlag Klubi-04 och köptes till AEK Aten sommaren 2006 för 450 000 €.
Han och hans familj flyttade till Finland år 1992, då han var fem år gammal. Familjen bodde i Helsingfors. Perparim har en bror, Mehmet Hetemaj som också är fotbollsspelare och en äldre syster Fatbardhe.